# Психологическая война
Психологи́ческая война́ (син. психологи́ческие опера́ции) — психологическое воздействие на войска (силы) противника и население с целью их деморализации и склонения к прекращению сопротивления. Может проводиться в ходе подготовки к проведению военных операций и/или в их ходе. В СССР в том же значении использовался термин спецпропаганда.

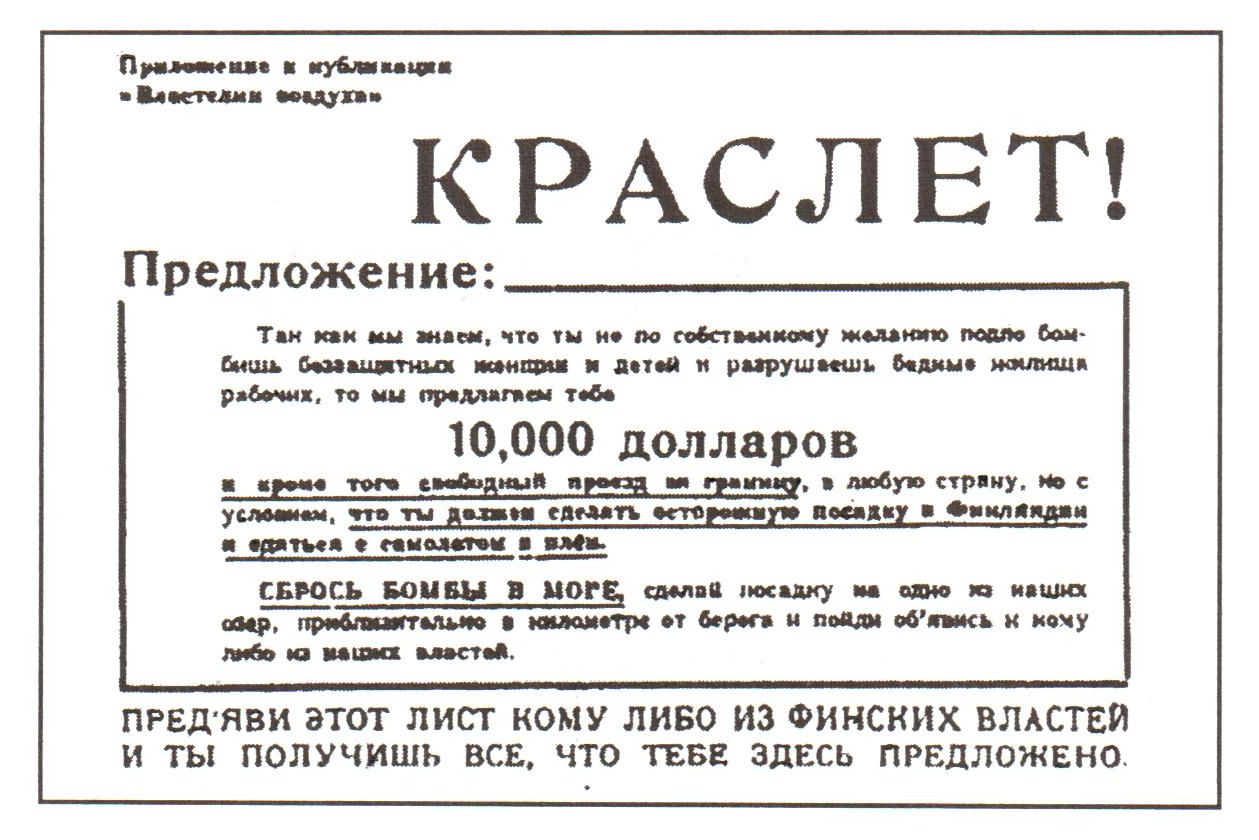
Финская листовка (1939 год), обещавшая 10 тысяч долларов советским лётчикам за сданный финнам самолёт (советско-финская война).

## До XX века
С древности на войне пытались запугать противника своей боевой мощью (зачастую мнимой). Так, перед походом в Грецию в 480 г. до н.э. персидский царь Ксеркс I распространял слухи о многочисленности своего войска, заявляя, что «если все персидские воины выстрелят из луков, то стрелы затмят солнце». Он даже отпустил к своим пойманного греческого лазутчика, предварительно продемонстрировав ему многочисленность персидского войска. Чингисхан и Ганнибал ещё до начала сражения преднамеренно распространяли слухи о «новом секретном оружии» — боевых слонах, «огненных змеях», ядовитом дыме и так далее.
Противостоящие персидским войскам афиняне пытались внести раскол в ряды сторонников персов. Фемистокл обратился к этническим грекам-ионийцам, служившим во флоте Ксеркса, со следующими словами, высеченными на камне, куда ионийцы приходили за пресной водой: «Ионяне! Вы поступаете несправедливо, идя войной на своих предков и помогая (варварам) поработить Элладу. Переходите скорей на нашу сторону! Если же это невозможно, то по крайней мере упросите карийцев поступить так же. А если не можете сделать ни того, ни другого, если вы скованы слишком тяжёлой цепью принуждения и не можете её сбросить, то сражайтесь, как трусы, когда дело дойдёт до битвы. Не забывайте никогда, что вы произошли от нас и что из-за вас первоначально пошла у нас вражда с персидским царем». Геродот, описавший этот эпизод, отмечал, что Фемистокл при этом действовал «с двойным умыслом: либо ионяне изменят персам и перейдут к эллинам, либо Ксеркс, получив донесение об этом, возьмёт под подозрение ионян и сам не позволит им участвовать в морских битвах».
В соответствии с одной из рекомендаций индийских «Законов Ману» воюющей стороне следовало активно «поощрять к мятежу тех из войск противника, кто склонен к этому».
К XIII веку относится один из первых примеров применения дезинформации в военных целях. В 1241 году монголы, разбив венгров и их союзников на реке Шайо, среди захваченных трофеев нашли печать венгерского короля Белы IV. После этого по приказу Батыя пленные написали на венгерском языке указ о прекращении сопротивления от имени короля Белы, копии которого, скрепленные королевской печатью, были разосланы в разные концы Венгрии.
Иногда методы психологической войны приводили к обратному эффекту. Так, в XVI веке испанцы, пославшие против Англии «Непобедимую армаду», распространили в Англии тайно напечатанный памфлет против королевы Елизаветы I, в котором она обвинялась в распутстве. Авторство этого памфлета приписывалось эмигрантским кругам. Но англичане были так возмущены тем, что эмигранты клевещут на их королеву, что в результате на сторону королевы стали даже те, кто до этого её не поддерживал.
Во время Войны за независимость США американские листовки обещали выделить земельный участок каждому служившему британцам гессенскому наёмнику, который перейдёт на сторону американцев (от 100 акров рядовому до 1000 акров полковнику). В результате около шести тысяч гессенцев из тридцати — стали перебежчиками.
Наполеон во время Египетского похода пытался использовать в своей пропаганде, рассчитанной на египтян, тот факт, что борьба Франции за Мальту являлась одновременно борьбой и против мальтийских рыцарей. Он писал египетскому исламскому духовенству: «Скажите народу, что мы — друзья правоверных мусульман. Разве мы не уничтожали мальтийских рыцарей потому, что эти безумцы верили, будто Бог хочет, чтобы они воевали с мусульманами?.. Трижды счастливы будут те, кто будет с нами. Они преуспеют в своем имущественном положении и карьере. Счастливы те, кто останется нейтральным. У них будет время познакомиться с нами, и они перейдут на нашу сторону. Но горе, трижды горе тем, кто с мамелюками возьмёт в руки оружие и будет против нас сражаться! Для них нет надежды, они погибнут». Наполеон также указывал главам вассальных государств, чтобы они не только посылали ему подкрепления, но и сопровождали это сообщениями печати, удваивающими число отправленных войск. В 1802 году британская разведывательная служба сообщала о том, что агент Наполеона Фьев поехал в Великобританию с заданием найти доступ к редакторам британских газет для того, чтобы обеспечить воздействие на население Великобритании.
Методы психологической войны использовали и противники Франции. Так, А. В. Суворов в 1799 г. в ходе итальянского похода русской армии обратился к бывшим солдатам пьемонтской армии с призывом переходить на сторону русско-австрийских войск, в результате пьемонтцы переходили не только поодиночке, но и группами, и даже целыми частями. 27 декабря 1812 г. по приказанию М. И. Кутузова для населения Варшавского герцогства, куда вторглись российские войска, было выпущено обращение, которое имело в конце следующую оговорку: «Экземпляр сего объявления всякому, имеющему оный, служит вместо охранного листа». Это был прообраз листовки-пропуска в плен, которые затем широко использовались в войнах XX века. Командование российской армии также умело использовало обратный отпуск военнопленных для пропаганды сдачи в плен. В начале 1813 года французское командование внушало солдатам, что русские вообще в плен не берут, а если некоторым оставляют жизнь, то только для того, чтобы затем мучить. Флигель-адъютант князь В. С. Трубецкой, узнав об этом, написал Аракчееву: «Не думаете ли вы, ваше сиятельство, что полезно было бы нынешних пленных освободить и отправить их с тем, чтобы они рассказали товарищам своим, как у нас с ними обходятся». Это и было сделано в течение 1813—1814 годов.

## Первая мировая война
Во время Первой мировой войны в 1914 году при министерстве иностранных дел Великобритании было создано бюро военной пропаганды (позднее управление военной информации), которое в дальнейшем было преобразовано в министерство информации. Оно осуществляло пропаганду среди военнослужащих и населения зарубежных стран. В августе 1915 года при 2-м отделе генерального штаба министерства обороны Франции был создан отдел службы военной пропаганды, задачей которого являлось воздействие на противника с помощью листовок. В каждой французской армии имелся самолет для распространения печатных материалов информационно-психологического воздействия. В 1917 году при разведотделе штаба американских экспедиционных войск была создана психологическая секция.
Россия, Италия и другие страны в той или иной мере тоже пытались вести психологическую войну, но в значительно меньшей степени, чем Великобритания и Франция. В Германии же до августа 1918 года было запрещено заниматься выпуском листовок для войск и населения противника, поскольку это, по мнению руководства страны, противоречило правилам ведения войны. Существовала лишь издаваемая на французском языке для населения оккупированных немецкими войсками территорий Франции газета «Gazette des Ardennes», которая, правда, с помощью воздушных шаров распространялась и за линией фронта. Когда же в августе 1918 г. Германия приступила к массовому изданию листовок для войск противника, то время уже было упущено и добиться сколько-нибудь ощутимых результатов до конца войны ей так и не удалось.
В годы Первой мировой войны основными формами психологической войны были листовки, брошюры, письма военнопленных, открытки, плакаты, фальшивые продовольственные карточки. Распространялись они с помощью авиации и воздушных шаров. Один воздушный шар использовался для доставки 2 кг печатных материалов (от 500 до 1000 экземпляров листовок). Дальность полета регулировалась с помощью длины бикфордова шнура, который зажигался при запуске. В Великобритании в 1918 году были изобретены и испытаны агитснаряд, агитмина, ручная и винтовочная агитгранаты, однако они не получили практического применения по экономическим соображениям. Помимо печатной пропаганды на фронтовых позициях использовались репродукторы-громкоговорители.
Первой серией листовок во время Первой мировой войны стали письма немецких военнопленных, находящихся в британских лагерях, своим родственникам, в которых говорилось о хороших условиях содержания. Копии писем военнопленных готовились британцами очень тщательно, даже цвет чернил в них соответствовал оригиналу. Зачастую немецкие солдаты принимали эти листовки за оригиналы писем и пересылали их по почте родственникам пленного. Также в ряде случаев британцы распространяли среди немецких солдат запрещенную в Германии литературу: письма К. Либкнехта, социалистические газеты. В сентябре 1918 года британцы стали издавать для немецких войск газеты, которые маскировались под немецкие — рядом с заголовком помещался портрет Вильгельма II, а также проставлялась цена — 10 пфеннигов. Они выходили тиражом 250—500 тыс. экземпляров еженедельно.
В годы Первой мировой войны начали применяться листовки с дублированием текста на нескольких языках. Они выпускались итальянцами для австро-венгерских войск, имевших многонациональный состав. Австро-венгерские войска также проводили психологические операции. В октябре 1917 года австро-венгерская разведка получила информацию о беспорядках в северной Италии — в Турине происходили волнения, войска при разгоне демонстрантов применили оружие, что повлекло за собой человеческие жертвы. Через агентов удалось узнать имена убитых и другие данные. В Австрии были отпечатаны специальные номера хорошо известных в северной Италии газет с отчетами о происшедших волнениях и списками пострадавших, при этом акцент делался на расправах полиции над женщинами (подразумевалось — женами солдат), протестовавшими против трудностей с продовольствием. 24 октября 1917 года с помощью авиации газеты были распространены среди итальянских военнослужащих из части, укомплектованной выходцами из Турина и провинции Пьемонт. Прочитав газеты, пьемонтцы решили оставить оборонительные позиции и вернуться домой для наведения порядка. На следующий день фронт на этом участке был прорван.
Сразу после окончания первой мировой войны в западных странах были написаны десятки исследований по вопросам психологической войны, были созданы специальные кафедры во многих университетах, которые приступили к подготовке квалифицированных специалистов. Обобщенный опыт и накопленные теоретические познания были объединены в единую теорию, которую немецкий ученый Фуллер в 1921 году назвал теорией психологической войны. Один из специалистов психологической войны англичанин П. Г. Уорбертон писал следующее: «В современное время основной задачей в войне является не уничтожение вооруженных сил противника, как это было раньше, а подрыв морального состояния населения вражеской страны в целом до такого уровня, чтобы оно заставило своё правительство пойти на мир. Вооруженное столкновение армий — это лишь одно из средств для достижения этой цели».

## Вторая мировая война
Во время Второй мировой войны основными органами, отвечавшими за ведение психологической войны были: в СССР — Бюро военно-политической пропаганды и 7-е управление ГлавПУР РККА (создано в 1940 г., начальник — М. Бурцев), в Великобритании — «Исполнительный комитет политической войны», в США — «Бюро военной информации», в Германии — Министерство народного просвещения и пропаганды и отдел пропаганды при OKW, созданный в апреле 1939 г.
Непосредственно в вермахте за ведение психологической войны отвечали роты пропаганды, задачами которых были ведение пропаганды среди немецкого населения и военнослужащих («пропаганда на родину»), ведения пропаганды в прифронтовой полосе («фронтовая пропаганда») и ведения пропаганды среди войск противника («пропаганда на врага»). Кроме того, подготовкой и распространением листовок, а также обратным отпуском военнопленных занимались группы по разложению противника из состава команд и армейских групп «Абвера».
Своего самого крупного успеха немецкая пропаганда добилась в 1940 году, когда за несколько месяцев до вторжения во Францию немцы стали активно использовать так называемые «черные» передатчики, которые выдавали себя за французские радиостанции. Через них распространялись всевозможные слухи, подвергалось критике французское правительство, распространялись неуверенность и панические настроения среди населения и военнослужащих. Это было одной из причин того, что к моменту решительного наступления немецких войск французская армия была не в состоянии оказать серьёзное сопротивление.
Для ведения на Великобританию «черной пропаганды», при ведении которой принадлежность её источника приписывалась оппозиционным кругам в рядах противника, использовались три радиостанции, якобы вещавшие с британской территории. Одна станция называлась «Радио Каледонии» и вещала от имени шотландских националистов. В названии другой было слово «рабочая» и она якобы представляла мнение левых сил Великобритании. Третья называлась «Новое Британское Радиовещание» и готовила новостные передачи в духе Би-би-си. Эти радиостанции были объединены в Бюро Конкордия, созданное Имперским министерством пропаганды, некоторые из его станций действовали и на другие страны, в том числе и СССР: были организованы станции «Старая гвардия Ленина» и «За Россию».
Перед нападением Германии на СССР абвер осуществлял засылку в СССР наряду с разведчиками и диверсантами специально подготовленных агентов-пропагандистов из числа эмигрантов и лиц, свободно владеющих русским языком и языками других народов СССР, а также эмиссаров-пропагандистов различных националистических организаций. Одна из школ абвера первую партию таких агентов-пропагандистов направила в феврале 1941 года, вторую — в мае 1941 года. Они осели в приграничных военных округах, имея задачу до начала военных действий «подготовить почву» для предстоящих психологических акций против военнослужащих РККА и населения.
Министерство пропаганды отпечатало к 22 июня 1941 г. свыше 30 млн листовок, красочных пропагандистских брошюр карманного формата на 30 языках народов СССР и подготовило несколько радиопередач. На Восточном фронте было сосредоточено 17 рот пропаганды. В течение первых двух месяцев войны ими было распространено около 200 млн листовок. В 1943 году пропагандистские войска стали самостоятельным родом войск, их численность достигает 15 тысяч человек.
В начале войны британцы сбрасывали над Германией листовки, в которых крупным шрифтом указывались суммы, якобы помещенные в иностранные банки Герингом, Геббельсом, Риббентропом, Гиммлером и другими руководителями Германии и говорилось, что при любом исходе войны эти люди не пострадают — так населению внушалась мысль о том, что соратники Гитлера сами не верят в свою победу. В сентябре 1943 года британцы издали листовку, содержание которой выдавалось за обращение гауляйтера Коха к немецкому народу. В этом «обращении» Кох говорил об опасности, нависшей над фюрером и бранил некие «реакционные круги», собирающиеся свергнуть Гитлера. Это было попыткой внушить немцам мысль о том, что в руководстве рейха существует раскол. К концу войны западные союзники разбрасывали над Германией фальшивые почтовые марки рейха с портретом Гиммлера в расчете на то, что это сможет вызвать подозрения у Гитлера и тем самым спровоцировать распри среди нацистского руководства. Чтобы спровоцировать шпиономанию, британцы передавали поздравления по радио легко рассекречиваемым шифром своим вымышленным агентам за отличную работу, которую они проделали. Би-би-си сообщала о случаях угона немецкими летчиками самолетов в Великобританию, а при этом упоминались фамилии пилотов, сбитых во время воздушных налетов. Это была попытка спровоцировать проведение чисток среди личного состава ВВС, посеять недоверие летчиков друг к другу.
Союзники также использовали так называемую «чёрную пропаганду», Так, британец С. Делмер выступал в роли германского офицера и через радиостанцию, якобы расположенную в лесах Тюрингии, ежедневно обращался к немецким военнослужащим с размышлениями о положении на фронте и в Германии. При этом, с целью придания содержанию радиопрограмм объективности, он критиковал как германских, так и западных лидеров.
В целях деморализации над позициями немецкой армии союзники сбрасывали листовки со стихами о смерти, радио Люксембург одно время транслировало передачу «Письма, которые вы не получили», в которой приятный женский голос зачитывал отрывки из писем, найденных на телах убитых немецких солдат. Союзники также использовали продовольственные затруднения у противника — на его позиции сбрасывались красочные открытки, изображающие различные кушанья и деликатесы. В листовках также использовались темы детей, ждущих возвращения отца, жен, изменяющих фронтовикам с «тыловыми крысами». Демонстрировалась также неспособность противника противостоять силе союзников — например, в британских листовках, разбрасывавшихся над подвергавшимися бомбардировкам городами Германии, был вопрос: «Где люфтваффе?», а над Японией и Италией сбрасывались листовки, предупреждавшие жителей городов о точном времени начала воздушного налета, что одновременно демонстрировало заботу о сохранении жизни мирных жителей и презрение к возможностям ПВО противника.
Об эффективности психологической войны союзников свидетельствует то, что во время Тунисской наступательной операции 1943 г. американские листовки-пропуска в плен итальянские солдаты были готовы покупать друг у друга за 600 франков. Это заставило многих американских военачальников изменить своё скептическое отношение к методам психологической войны.
Советские органы психологической войны (спецпропаганды) распространили свыше 20 тысяч наименований различных видов информационно-пропагандистских печатных материалов на 20 иностранных языках (большей частью, естественно, на немецком) общим тиражом 2 миллиарда 706 миллионов экземпляров (в том числе 10 миллионов экземпляров газет, 10 миллионов 200 тысяч брошюр). Также использовались мощные громкоговорящие установки (МГУ), окопные громкоговорящие установки (ОГУ), рупоры. Всего за время войны было проведено более 1 миллиона устных передач для войск противника. Советские службы психологической войны достаточно широко использовали обратный отпуск военнопленных, однако эффективность этого способа зависела от успехов советских войск. Так, если в январе 1943 года из состава 96-й дивизии в район окружения под Сталинградом было заслано 34 пленных, из которых смогли вернуться только пятеро, приведя с собой 312 военнослужащих противника, то в мае 1945 года все 54 засланных военнопленных вернулись из окруженного гарнизона г. Бреслау, приведя с собой около 1500 солдат и офицеров противника. Командование 2-го Белорусского фронта в 1945 году издало приказ, разрешавший всем офицерам в должности командира взвода и выше, не дожидаясь разрешения вышестоящего командования, засылать военнопленных в тыл противника с задачей агитации за сдачу в плен. Советские органы психологической войны также эффективно использовали организации, созданные из военнопленных: Национальный комитет «Свободная Германия» и созданный при нём Союз немецких офицеров, Австрийский антифашистский союз, румынский Национальный блок, итальянский Союз гарибальдийцев, национальный комитет «Свободная Венгрия». На подконтрольных китайской компартии территориях Китая из японских военнопленных была создана похожая организация Союз освобождения японского народа.
Для противодействия вражеской пропаганде 25 июня 1941 года было принято постановление СНК СССР
«О сдаче населением радиоприемных и передающих устройств». В нацистской Германии к такой мере не прибегали, но при покупке радиоприемника выдавалась небольшая красная карточка с надписью «Denke daran» (Не забывай), которую необходимо было постоянно держать на передней панели аппарата. В ней говорилось: «Настраиваясь на зарубежный радиопередатчик, ты наносишь ущерб национальной безопасности нашего народа. По приказу Фюрера ты можешь быть подвергнут тюремному заключению». Если владелец радиоприемника, прослушав зарубежную передачу, забывал перестроить рычаг на волну местной вещательной станции, то в случае проверки это служило достаточным основанием для ареста. У населения оккупированных Германией территорий СССР радиоприёмники изымались.

## Война в Корее
После начала войны в Корее в 1950 г. в вооруженных силах США было создано Управление психологической войны. Главной формой психологического воздействия американских войск в Корее являлась печатная пропаганда. Уже в течение первых трёх дней боевых действий американская сторона изготовила 10 миллионов экземпляров листовок, которые распространяли в основном с помощью авиации и артиллерии (агитационных снарядов).
Политические органы Корейской Народной армии и Народно-освободительной армии Китая (НОАК) при поддержке аппарата специальной пропаганды Вооруженных Сил СССР, в свою очередь, осуществляли психологическое воздействие на американские и южнокорейские войска. В ходе корейской войны американцы столкнулись с непривычным для них идеологическим воздействием противника и некоторые американские газеты стали выражать обеспокоенность по поводу морального состояния американских солдат.

## Война во Вьетнаме

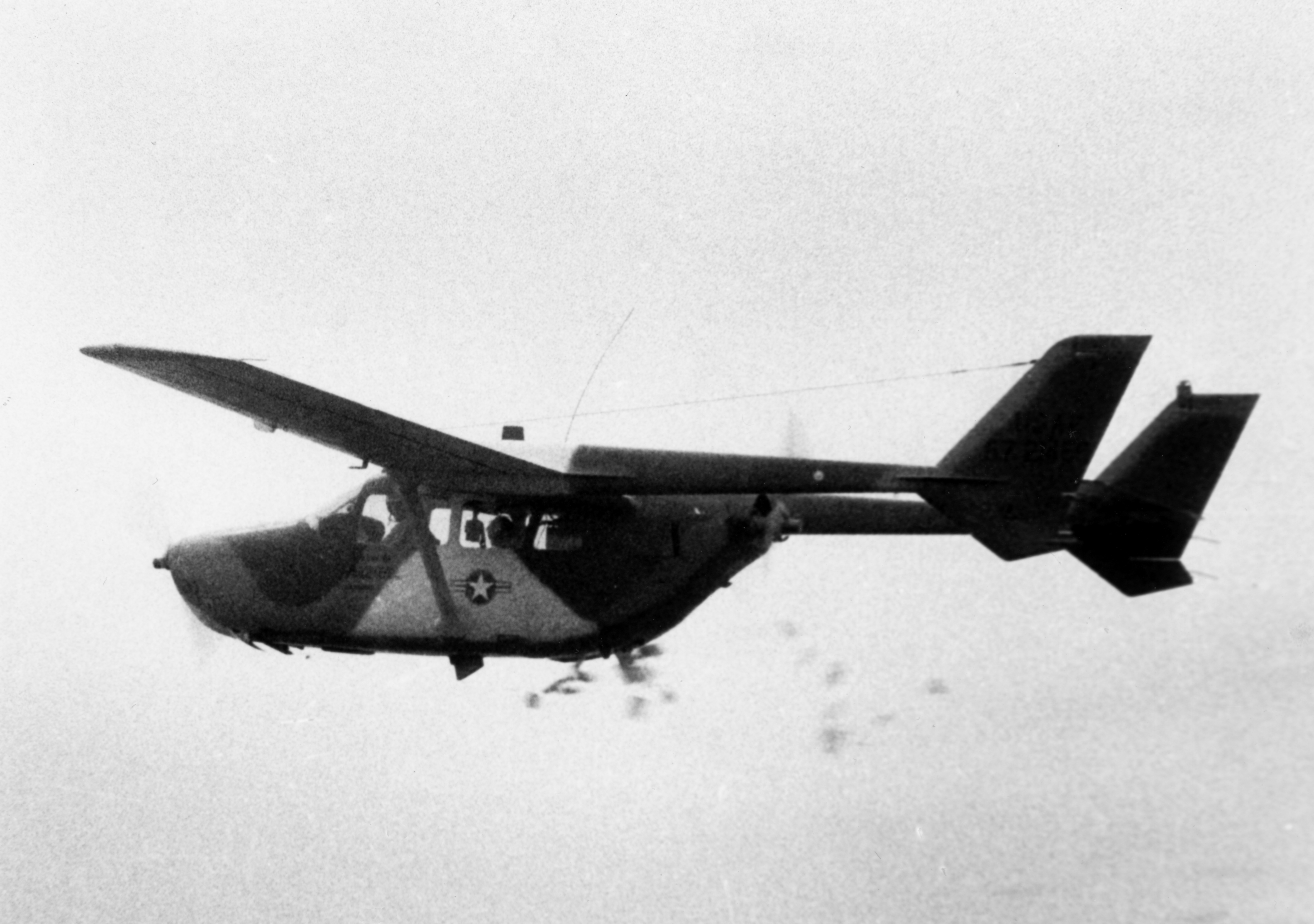
Самолёт O-2 ВВС США разбрасывает над Южным Вьетнамом листовки с призывами к вьетконговцам прекратить борьбу

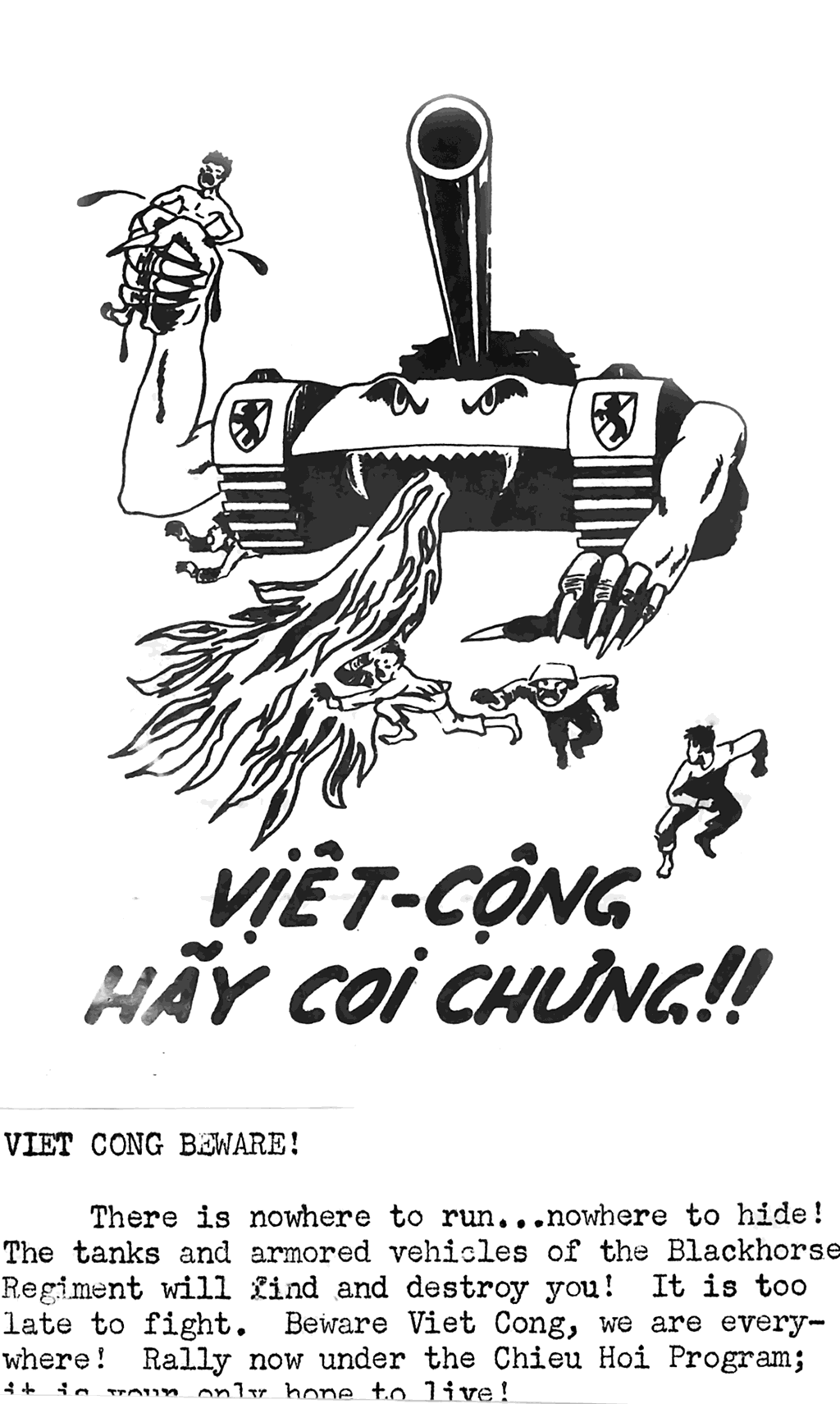
«Вьетконг, берегись!» — южновьетнамская листовка

До начала крупномасштабного вмешательства Вооруженных сил США во вьетнамский конфликт, в самой структуре сил и средств психологических операций США произошли значительные изменения. Военные действия в Корее показали, что, несмотря на разработку новой концепции психологической войны, стратегии и тактики её ведения, а также организационной структуры специальных служб, достичь конечных целей — разложить корейскую народную армию и китайских добровольцев — американским пропагандистам не удалось.
Опыт деятельности армейской службы психологической войны был критически проанализирован. Так, уже в 1955 году было переработано наставление FM-33-5 «Ведение психологической войны». Теперь в нём подчеркивалось: «Психологическая война включает мероприятия, при помощи которых передаются идеи и информация для оказания влияния на сознание, чувства и действия противника. Они проводятся командованием в сочетании с боевыми операциями в целях подрыва морального духа противника в соответствии с политикой, провозглашенной руководящими инстанциями».
Пожалуй, самые значительные организационные изменения претерпели службы психологической войны. Существовавшее во время войны в Корее Управление психологической войны в 1956 году было преобразовано в Управление специальных методов войны. Его назначение обозначил бывший начальник этого управления генерал У. Троксел: «Специальные методы войны — это соединение приёмов, форм и методов психологической войны с другими средствами, направленными на подрыв противника изнутри. Они расширяют поле боя и превращаются из временно действующего тактического средства ограниченного воздействия в мощное стратегическое оружие, имеющее большие потенциальные возможности». Таким образом, именно с тех пор психологическая война постепенно становилась основной частью специальных операций.
Обновленной концепции специальных методов войны предстояло пройти проверку в ходе войны во Вьетнаме. Для централизации планирования, руководства и контроля всеми психологическими операциями в рамках информационного агентства США был создан объединенный отдел по связям с общественностью. Он разрабатывал политические директивы для пропагандистского аппарата в войсках, планировал для него кампании на все объекты воздействия, взаимодействовал с министерством информации Южного Вьетнама, управлял всеми психологическими операциями в военной, политической и экономической областях в Северном и Южном Вьетнаме. Непосредственное руководство по реализации программ психологических операций сухопутных войск США, морской пехоты и ВМС, а также координацию действий с авиацией осуществляло управление психологических операций штаба командования по оказанию военной помощи Вьетнаму.
С момента своего формирования (с 1956 года) Управление специальных методов войны начало организацию ведения психологических операций сухопутных войск силами четырёх рот 6-го батальона психологических операций, размещенных отдельно друг от друга в соответствующих тактических зонах. В последующем, с началом крупномасштабного вмешательства США в конфликт (с 1965 года) в составе сухопутных войск была сформирована 4-я группа психологических операций, состоявшая из четырёх батальонов психологических операций (6-го, 7-го, 8-го, 10-го), которые заменили роты в тактических зонах. Кроме того, значительное количество радиопередач и печатных материалов, использовавшихся во Вьетнаме, готовила 7-я группа психологических операций на японском острове Окинава и подчиненный ей 3-й экспедиционный отряд в Бангкоке.
В задачи батальонов психологических операций входили разработка, производство и распространение пропагандистских материалов. Каждый из них имел свою типографию, звуковещательные станции, машины с кинопроекторами, видеозвуковой и другой техникой. Оперативное управление этими подразделениями осуществляли командиры четырёх зон ответственности. Аппарат психологических операций только сухопутных войск насчитывал около 1000 человек, причем 118 владели вьетнамским языком. Кроме того, к сотрудничеству привлекались сотни вьетнамцев. Широко использовались национально-психологические особенности местного населения, нравы, обычаи, суеверия.
Офицеры групп ПсО начали активную работу, и, в первую очередь, наладили сотрудничество с агентством ЮСИА и радиостанцией «Голос Америки», имевшими свои отделы на Окинаве и в Таиланде. Психологическая война США во Вьетнаме проводилась в тесной связи с боевыми действиями американских вооруженных сил. Её главная цель заключалась не в том, чтобы переубедить противника, а в том, чтобы вызвать неуверенность, сомнения, страх и подобные им чувства и настроения. По мнению американских теоретиков психологической войны, только сочетание деморализующего боевого воздействия на противника в совокупности с подрывной пропагандой позволяет добиться быстрого и наиболее сильного психологического воздействия на людей.
В качестве психологического давления на население применялись приемы ничем не оправданного варварства, преследующие единственную цель — вызвать чувство страха. Например, для распространения паники и внушения страха жителям г. Ханой в 60 км от него был стерт с лица земли г. Фули. Бомбардировки северовьетнамских городов и других населенных пунктов обязательно сопровождались интенсивной пропагандой. Впоследствии этот прием будет широко использоваться почти во всех локальных конфликтах. С целью психологического воздействия американцы широко применяли средства поражения, вызывающие тяжелые телесные повреждения, сильные болевые ощущения и психологический шок, в частности: напалм, шариковые бомбы, стреловидные убойные элементы. Комплексные методы пропаганды, воздействующие на органы чувств, приносили ощутимые результаты. Отмечались случаи, когда под их влиянием бойцы ряда частей НФО ещё до начала боевых действий были деморализованы и сдавались в плен.
В основе пропаганды использовались специальные приемы: «страх смерти» — листовки изображали мертвых солдат, акцентируя будущую смерть тех, кто будет продолжать борьбу; акцентировались трудности жизни в лагерях вьетнамских партизан, их желание увидеть родных; потеря веры в победу коммунистов; семейный аспект — поскольку семья играла важную роль во вьетнамской культуре, именно этот аспект оказался самым успешным. На практике использовалась комбинация всех аспектов, когда в типичной листовке писалось: «Твои лидеры обрекли тебя на одинокую смерть вдали от твоего дома, твоей семьи и твоих предков».
Широко использовался прием заблаговременного предупреждения о предстоящих бомбардировках. Этот прием особенно эффективно действовал в районах, прилегающих к уничтоженным деревням и городам, так как их жители могли воочию убедиться в результатах бомбардировок.
В целях воздействия на население также применялась «сувенирная» пропаганда: организовывалась раздача сигарет, жевательной резинки, зубной пасты, игрушек, пакетов с рисом и леденцами. Подобные пакеты с подарками, снабженными американской символикой и пропагандистскими лозунгами, сбрасывались авиацией на территорию ДРВ. Лозунги и надписи были, как правило, краткими — например, «От детей Америки детям Северного Вьетнама». За первые 14 месяцев войны среди населения Вьетнама было распространено 8 млн таблеток витаминов, 29 тыс. зубных щеток, расчесок и карандашей на общую сумму 4 млн долларов. Практиковались выплаты денежного вознаграждения за сданное оружие, разведывательную информацию, а также доставленного перебежчика (24 доллара за солдата, 2100 долларов за политкомиссара).
Именно во Вьетнаме американцы начали осуществлять сбор, обработку и накопление информации для нужд психологической войны с помощью ЭВМ, была также предпринята попытка создать в тех же целях единую информационную систему (PAMIS).
Несмотря на поражение США во вьетнамской войне, надо признать, что психологические операции были достаточно продуктивными. Так, за период боевых действий примерно 250 тысяч вьетнамцев добровольно перешли на сторону противника.

## Война в Афганистане
Советские войска во время войны в Афганистане для психологического воздействия на население Афганистана и вооруженную оппозицию использовали распространение листовок, звуковещание и радиовещание. Достаточно эффективным способом воздействия считался обратный отпуск пленных моджахедов, других арестованных лиц. Как показал опыт, успех достигался в том случае, если отпускали представителей религиозных меньшинств, либо людей, находившихся в родственных связях с главарями оппозиции.
Проведение агитационно-пропагандистских мероприятий сопровождалось, как правило, оказанием материальной и медицинской помощи. Только в 1988 г. безвозмездная материальная помощь была оказана 5630 семьям, медицинская — 20325 людям. Большой эффект дал так называемый «топливный эксперимент» — безвозмездная раздача керосина населению кишлаков, примыкающих к трассе трубопровода из СССР в Афганистан. Топливо распределяли в ходе своей работы и агитотряды. Это способствовало сокращению числа диверсий в районе трубопровода и хищений топлива.
Постепенно органы специальной пропаганды советских войск в Афганистане пришли к выводу о необходимости отказа от навязывания идеологических постулатов и начали широко использовать методы и приемы собственно психологического воздействия, среди которых на первое место надо поставить распространение слухов. Также подготавливались и распространялись политические анекдоты. Так, лишь за февраль-апрель 1985 г. офицеры спецпропаганды советских войск и органов госбезопасности Афганистана подготовили более 50 анекдотов, направленных на дискредитацию руководителей афганской оппозиции. Наиболее заметные изменения в содержании советской пропаганды произошли в 1985—1987 годы, когда её стержнем стало разъяснение целей и задач политики национального примирения, путей и методов её достижения.
Однако количественные показатели деятельности органов специальной пропаганды советских войск в Афганистане были значительно ниже аналогичных показателей деятельности подразделений психологической войны вооруженных сил США во Вьетнаме. За весь период нахождения советских войск в Афганистане было подготовлено и издано 233 наименования листовок общим тиражом 28 миллионов экземпляров, проведено более 3,5 тысяч сеансов звуковещания общим объёмом около 4 тысяч часов.

## Война в Персидском заливе
Перед началом боевых действий против Ирака в 1991 г. при штабе командования многонациональных сил в Эр-Рияде была создана рабочая группа, укомплектованная офицерами психологической войны, отвечавшая за все «психологические операции», проводимые в интересах многонациональных сил. Для повышения эффективности радиопропаганды среди иракцев с помощью кочевников, торговцев и авиации были распространены около 150 тысяч радиоприемников с фиксированными частотами, принимавшие только лишь радиопередачи, транслируемые коалицией. Одновременно в Иорданию и другие сопредельные с Ираком страны были завезены видеокассеты для последующей переправки их в Ирак и оккупированный им Кувейт. В них рекламировалась мощь армии США, её вооружение и боевая техника, демонстрировалась высокая выучка американских военнослужащих, критиковался режим Саддама Хусейна.
Наиболее эффективным средством психологического воздействия была радиопропаганда. Как выяснилось впоследствии при опросах иракских военнопленных, 80 % из них слушали передачи радиостанции «Голос Залива», проводившиеся специалистами американской 4-й группы психологических операций. Также было распространено (в основном, с воздуха) более 30 миллионов экземпляров листовок. 98 % опрошенных иракских военнопленных признали, что они видели эти листовки, 88 % из них верили в то, что там было написано, 70 % подтвердили, что именно листовки повлияли на их решение сдаться в плен либо дезертировать. Сочетание целенаправленной печатной и радиопропаганды с непрерывными бомбардировками и артобстрелами очень сильно деморализовало иракские войска и способствовало их массовой сдаче в плен в период наземного наступления многонациональных сил.
Эффективность устной пропаганды также оказалась очень высокой. Так, с помощью смонтированной на вертолете звуковещательной установки мощностью удалось склонить к сдаче в плен батальон иракской армии, оборонявший остров Файлака. После проведения передачи о «неизбежности прихода смерти с небес» целый иракский батальон сдался в плен экипажу одного вертолета 1-й кавалерийской дивизии США.

## Психологические операции в мирное время
Психологические операции как война нервов, когда вместо обращения к мышлению, адепты психологической войны обращаются ко всему бессознательному и инстинктивному, что есть в психике человека, проводятся не только в военное, но и в мирное время.
Для проведения психологической операции требуются определённые условия, например: контроль над информационными потоками как формальными (СМИ, образовательные структуры, социальные сети и т. д.,) так и неформальными, распространяемые посредством слухов, мнений и т. д. Важную роль здесь играет использование лидеров мнений, оказывающих определяющее влияние на формирование мнения в пределах своей группы. Моделью здесь служит концепция многоступенчатого потока информации.